# دیک داک‌ورث
دیک داک‌ورث (انگلیسی: Dick Duckworth؛ زادهٔ ۱۴ سپتامبر ۱۸۸۲) یک بازیکن فوتبال اهل بریتانیا است. 
از باشگاه‌هایی که در آن بازی کرده‌است می‌توان به باشگاه فوتبال منچستر یونایتد اشاره کرد.